# Thomas Freiler
Thomas Freiler (geboren 1962 in Krumbach, Österreich) ist ein österreichischer Fotograf und Medienkünstler.

## Leben und Werk
Thomas Freiler studierte Philosophie und Kunstgeschichte an der Universität Wien, besuchte die Meisterklasse für Gestaltungslehre von Professor Tasquil an der Hochschule für Angewandte Kunst in Wien und machte dort seinen Studienabschluss bei Tino Erben. Er lehrt Fotografie  seit 1996 an Hochschulen und Universitäten, derzeit an der Akademie der bildenden Künste Wien, wo er seit 2006 die Position der Leitung des Labors für Fotografie am Institut für bildende Kunst innehat. Von 2004 bis 2008 war er Obmann des Vereins der Galerie Stadtpark Krems.
Ab dem Jahr 1985 arbeitet Thomas Freiler künstlerisch im Bereich der Fotografie. Zentrales Anliegen ist ihm dabei die „Analyse bzw. Dekonstruktion photographischer Bilder“, viele seiner Arbeiten beschäftigen sich optisch-experimentell mit medialen und theoretischen Aspekten von Fotografie: „Fotografien über Fotografie, über Wahrnehmung, Realität und Konstruktion“. Diese Tendenz zum optischen Experiment zeigt sich schon früh in seinem Werdegang, wie Herta Wolf im Text zum Förderungspreis, der Freiler 1989 gemeinsam mit Aglaia Konrad verliehen wurde, festhielt: „Die ausgestellten Arbeiten sind Resultate zweier Verfahren (Versuche), die den gleichen Effekt zu erzielen suchen: Zweidimensionales mit Dreidimensionalem auf einem planen Bild zu verbinden: Schein zu erzeugen von dreidimensionalen Körpern, einzig durch Licht.“
Um das Jahr 1992 wendete er sich fotohistorischen Bildverfahren zu und fotografiert u. a. eine Serie in Paris, für die er eine dafür eigens konstruierte Kamera verwendete: Eine medienreflexive „Historisierung des Bildsujets“, die nicht einer Nostalgie, sondern der „Sichtbarmachung der Historizität des (photographischen) Bildes selbst“ dient. In einem Interview zur ebenfalls in Paris entstandenen und mit einer Lochkamera aufgenommenen „La Défense“ Serie (1993) sagte Thomas Freiler selbst, man könne seine Arbeiten als „Misstrauensantrag gegen eine naive Verwendung der Fotografie, gegen die Gleichsetzung von fotografischem und der abgebildeten Wirklichkeit“ betrachten.
Die Fokussierung auf technologische und industrielle Bedingungen apparativer Komponenten der Fotografie prägten besonders die Jahre von 1992 bis 2001. In dieser Zeit setzt sich Thomas Freiler unter anderem mit verschiedenen Kameratypen, mit den Bildausschnitten, den diese Kameras jeweils vorgeben, mit stereoskopischen Darstellungsformen, damit wie sich Grauwerte unwillkürlich zu Motiven zusammensetzen, technische Gebräuche der Benutzer (ob man Fotografien selbst ausarbeitet oder das als Dienstleistung in Auftrag gibt) oder der Darstellung von Licht, nicht als neutrales Element, sondern als Akteur.
Andreas Spiegl beschreibt Freilers Arbeiten als „[…] gemeinsam ist ihnen ein analytisches Prinzip. Die Entscheidung, sich mit der Fotografie als ideologischer, technischer und kultureller Apparatur analytisch auseinander zu setzen, bedingt eine Methode, die in der Wahl der Motive, der verschiedenen fotografischen Techniken und ihrer bildhaften Ergebnisse primär eine Versuchsanordnung erkennt. […] Seine künstlerische Qualität liegt darin, die Bilder selbst so weit an die Grenzen des Bildhaften zu treiben, um am Rande von deren Auflösung den ideologischen Apparat dahinter erscheinen zu lassen.“
Im Vorwort zur Publikation apparate arbeiten (2012) formuliert Thomas Freiler die grundsätzlichen Fragestellungen, denen er seine Arbeit verschrieben hat, so: „Welche Bilder wären nun fähig ‹Fotografie› sichtbar werden zu lassen und die Transparenz durch Opazität zu ersetzen? Wie kann man grundsätzlich über Fotografie Aussagen treffen und dabei innerhalb des Mediums bleiben?“ An diese 'Opazität' anknüpfend zitiert ihn die Kunsthistorikerin Ruth Horak: „Das transparente Foto verweist auf eine Welt dahinter, während das opake Foto allenfalls auf sich selbst verweist“.
2020 wurde ihm der Würdigungspreis des Landes Niederösterreich für Medienkunst verliehen, um "eine der klarsten positionen in puncto bildnerischem denken über das medium fotografie in niederösterreich" auszuzeichnen; in der Jurybegründung betont Günther Selichar die  Konsequenz mit der sich Freiler seit Mitte der 1980er Jahre den Bedingungen eines Massenmediums widme, das "einerseits schon als historisch bezeichnet werden kann, aber gleichzeitig in unserer bildgefüllten gegenwart mit noch nie da gewesener omnipräsenz nach ständiger reflexiver begleitung verlangt", die Jury habe einstimmig beschlossen, Thomas Freilers Arbeitsmotivation, "die sich seit mitte der 1980er-jahre in seltener konsequenz den bedingungen eines massenmediums widmet, welches  die entstehungsbedingungen von fotografischen bildern und die funktionsweisen einer apparativen, sowohl analogen als auch mittlerweile digitalen visualisierungstechnik, die neben dem film einen der größten einflussbereiche auf die bildkultur der letzten fast 200 jahre darstellt, reflexiv, systematisch und erhellend zu bearbeiten". diese Würdigung auszusprechen.

## Ausstellungen (Auswahl)
- 1992: Thomas Freiler, Galerie Stadtpark, Krems
- 1995: Paris 1993, Thomas Freiler, Blau Gelbe Galerie im NÖ. Landesmuseum, Wien
- 1996: Malerei / Fotografie, Salle de Bal, Wien
- 1998: Galerie Faber, Wien, (mit Walker Evans, Ladislav E. Berka)
- 1998: Galerie Schütte, Essen
- 2012: Versuchsanordnungen / Tests, Fotohof, Salzburg
- 2018: Frühe fotografische Untersuchungen. Fotohof archiv[20]

## Theoretische und fotogeschichtliche Essays
- The Legacy of Josef Maria Eder in the Weinstadtmuseum Krems. In: Photography and Research in Austria (Vienna, the door to the European East), ESHP Symposium, Vienna 2001, Dietmar Klinger Verlag, Passau 2001. ISBN 3-932949-12-9
- The Eder-Hecht Sensiometer and the Beginnings of the Standardization of Photographic technology. In: JUBILEE - 30 Years ESHP. Congress of  Photography in Vienna, European Society for the History of Photography, Anna Auer/Uwe Schögl, Fotohof edition, Salzburg 2008, ISBN 978-3-902675-04-0
- Technik und Methode (künstlerische Prozesse der Bildfindung): Einleitung und Texte zu den einzelnen Ausstellungsteilen I bis III. In: Technik & Methode, Fotogalerie, Fotobuch Nr. 47/2011, Wien 2011. ISBN 978-3-902725-32-5
- k=f/d. In: Eikon #80, internationale Zeitschrift für Photographie und Medienkunst, Wien 2012, ISBN 978-3-902250-69-8
- The Vampire and Marilyn – Some Thoughts on a Photographic Concept of Being. In: Photoresearcher No 19, European Society of the History of Photography, Vienna 2013. ISSN 0958-2606
- Das Geschenk an die Welt (Das Medium Fotografie feiert sein 175. Jubiläum. Ein Rückblick auf den fotografischen Urknall namens Daguerreotypie). In: FAQ N°27, Mai/Juni, Wien 2014

## Publikationen
- 1990: Katalog Aglaia Konrad. Thomas Freiler – Förderungspreis für künstlerische Fotografie. Herausgegeben vom Österreichischen Fotoarchiv im Museum moderner Kunst.
- 1995: Paris 1993. mit Texten von Andreas Spiegl, Carl Aigner. herausgegeben von Amt der Niederösterreichischen Landesregierung. Triton Verlag, Wien 1995. ISBN 3-901310-28-2
- 2011: Techniken und Methode. Künstlerische Prozesse der Bildfindung. Fotobuch Nr. 47. Fotogalerie Wien, Wien 2011. ISBN 978-3-902725-32-5
- 2012: apparate arbeiten / CAMERAS WORK. mit Text von Ruth Horak. FOTOHOF edition, Salzburg 2012. ISBN 978-3-902675-51-4

## Preise
- 1989: Förderungspreis für künstlerische Fotografie des BMUK[3]
- 1992: Österreichisches Staatsstipendium für Fotografie[21]
- 1993: Parisstipendium für Fotografie[21]
- 2020: Würdigungspreis des Landes Niederösterreich für Medienkunst[22]